# Salmo 109
Il salmo 109 (108 secondo la numerazione greca) costituisce il centonovesimo capitolo del Libro dei salmi.
È tradizionalmente attribuito al re Davide.